# Pleioblastus
Pleioblastus is een geslacht uit de grassenfamilie (Poaceae). DNA-sequentie-onderzoek toont aan dat soorten uit dit geslacht ingevoegd zouden kunnen worden in het geslacht Arundinaria.